# 498
Cette page concerne l'année 498  du calendrier julien. Pour l'année 498 av. J.-C., voir 498 av. J.-C. Pour le nombre 498, voir 498 (nombre).
L'année 498 est une année commune qui commence un jeudi.

## Événements
- Mai : suppression du chrysargyron[1]. Réforme monétaire et fiscale d'Anastase Ier dans l'empire byzantin. Le follis de cuivre obtient une valeur stable par rapport au solidus d'or. La perception des impôts est désormais assurée par des fonctionnaires de l'empire relevant de la Préfecture du prétoire, au détriment des curiales des cités[2]. La réforme permet de restaurer les finances de l'État.

- Crise au Saint-Siège entre Symmaque et Laurent[3]. Début du pontificat de Symmaque le 22 novembre (fin en 514). L'antipape Laurent est élu le même jour avec le soutien du sénateur Festus. Il promet de signer l'hénotique de Zénon (fin de pontificat en 505)[4].

- Expédition de Clovis contre Bordeaux dans le royaume wisigoth. Pour tenter d'instaurer la paix entre le roi franc et le roi wisigoth, l'Ostrogoth Théodoric organise une rencontre entre Clovis et Alaric II sur une île de la Loire, près d'Amboise, vers 500[5]. Au retour de cette expédition, passant par Tours, Clovis promet à l'évêque Volusien de se faire baptiser[6].
- L'évêque de Tours Verus est exilé à Toulouse par les Wisigoths pour sa collaboration avec les Francs[5].

## Naissances en 498
- Childebert Ier, futur roi de Paris et de Bordeaux (décès 558).

## Décès en 498
- 16 novembre : Anastase II, pape[4].